# Liderzy brytyjskiej Partii Pracy
Liderzy Partii Pracy
- 1906–1908: Keir Hardie
- 1908–1910: Arthur Henderson
- 1910–1911: George Nicoll Barnes
- 1911–1914: Ramsay MacDonald
- 1914–1917: Arthur Henderson
- 1917–1921: William Adamson
- 1921–1922: John Robert Clynes
- 1922–1931: Ramsay MacDonald
- 1931–1932: Arthur Henderson
- 1932–1935: George Lansbury
- 1935–1955: Clement Richard Attlee
- 1955–1963: Hugh Gaitskell
- 1963–1963: George Brown
- 1963–1976: Harold Wilson
- 1976–1980: James Callaghan
- 1980–1983: Michael Foot
- 1983–1992: Neil Kinnock
- 1992–1994: John Smith
- 1994–1994: Margaret Beckett
- 1994–2007: Tony Blair
- 2007–2010: Gordon Brown
- 2010: Harriet Harman (p.o.)
- 2010–2015: Ed Miliband
- 2015: Harriet Harman (p.o.)
- 2015–2020: Jeremy Corbyn
- 2020–: Keir Starmer

Liderzy w Izbie Lordów
- 1924–1928: Richard Haldane, 1. wicehrabia Haldane
- 1928–1931: Charles Cripps, 1. baron Parmoor
- 1931–1935: Arthur Ponsonby, 1. baron Ponsonby of Shulbrede
- 1935–1940: Harry Snell, 1. baron Snell(inne języki)
- 1940–1951: Christopher Addison, 1. wicehrabia Addison
- 1951–1955: William Jowitt, 1. hrabia Jowitt
- 1955–1964: Albert Alexander, 1. hrabia Alexander of Hillsborough
- 1964–1968: Frank Pakenham, 7. hrabia Longford
- 1968–1974: Edward Shackleton, baron Schackleton
- 1974–1976: Malcolm Shepherd, 2. baron Shepherd
- 1976–1982: Fred Peart, baron Peart
- 1982–1992: Cledwyn Hughes, baron Cledwyn of Penrhos
- 1992–1998: Ivor Richard, baron Richard
- 1998–2001: Margaret Jay, baronowa Jay of Paddington
- 2001–2003: Gareth Williams, baron Williams of Mostyn
- 2003–2007: Valerie Amos, baronowa Amos
- 2007–2008: Catherine Ashton, baronowa Ashton of Upholland
- od 2008: Janet Royall, baronowa Royall of Blaidsdon
- od 2015: Angela Smith, baronowa Smith of Basildon